# هانری کونتینن
هانری کونتینن (انگلیسی: Henri Kontinen؛ زادهٔ ۱۹ ژوئن ۱۹۹۰) تنیس‌باز بازنشسته اهل فنلاند است.
پس از اینکه هانری به دلیل مصدومیت مجبور شد در سنین جوانی به دوران حرفه‌ای بخش انفرادی خود با بالاترین رتبه ۲۲۰ پایان دهد اما او به یک بازیکن دَبِل (دو نفره) موفق تبدیل شد به گونه‌ای که برای مدتی دارای رتبه اول جهانی در حالت دو نفره شد.